# MS. Canon. Misc. 213
MS. Canon. Misc. 213 is een muziekhandschrift uit de 15e eeuw. Het handschrift wordt ook wel Canonici genoemd en aangeduid met de afkorting Ox. Het handschrift bevindt zich sinds 1817 in het bezit van de Bodleian Library van Oxford. Het stamt uit het bezit van de Venetiaanse jezuïet Mateo Luigi Canonici (1727-1805). 
Het handschrift werd waarschijnlijk kort na 1436 voor het eerst ingebonden. In de 18e eeuw is het opnieuw ingebonden en gerestaureerd. Het bevat 140 folio's met voornamelijk driestemmige muziek met Franse, Latijnse of Italiaanse teksten.
Het manuscript is waarschijnlijk door een enkele kopiist samengesteld. Men vermoedt dat het Johannes de Quadris geweest kan zijn, maar er zijn andere kandidaten. Zeker is wel dat de kopiist zelf een musicus van formaat moet zijn geweest die zelfs de meest gecompliceerde notaties van zijn tijd goed beheerst moet hebben. Het handschrift is niet op perkament maar op papier geschreven en uitgebreide illustraties ontbreken. Het ziet ernaar uit dat de kopiist bezig was zijn muziekverzameling voor eigen gebruik te bundelen.
De werken stammen uit het begin van de 15e eeuw of laat 14e. Sommige zijn nauwkeurig te dateren, bijvoorbeeld omdat ze voor een bepaalde bruiloft geschreven zijn. Er zijn 326 stukken waarvan 216 alleen in dit handschrift aangetroffen zijn.
Het bevat werken van:
| - Acourt (1) - Adam (3) - Antonio da Cividale (3) - Antonio Romano (1) - Bartolomeo da Bologna (4) - Benoit (1) - Billart (1) - Gilles Binchois (30) - Johannes Brassart (3) - Briquet (1) - Brollo (6) - Cardot (1) - Carmen (2) - Cesaris (6) - Chierisi (1) - Johannes Ciconia (4) - Contreman (1) - Cordier (7) - Domenico da Ferrara (1) - Guillaume Dufay (52) | - Feragut (3) - Fontaine (7) - Franchois (3) - Francus de Insula (4) - Gallo (1) - Nicolas Grenon (5) - Grossin (3) - Hasprois (2) - Haucourt (1) - La Beausse (1) - Arnoldus de Lantins (22) - Hugo de Lantins (20) - Lebertoul (5) - Guillaume Legrant (7) - Johannes Legrant (3) - Gautier Libert (3) - Reginaldus Libert (2) - Locqueville (6) | - Malbecque (5) - Passet (1) - Paullet (1) - Preposito (4) - Quadris (1) - Randulfus Romanus (1) - Raulin de Vaux (1) - Rezon (2) - P. Rosso (2) - de Ructis (1) - Sarto (2) - Salinis (1) - Tapissier (1) - Velut (5) - Jacobus Vide (7) - Wissoc (1) - A. Zachara (1) - N. Zachara (2) - Zocholo (1) |

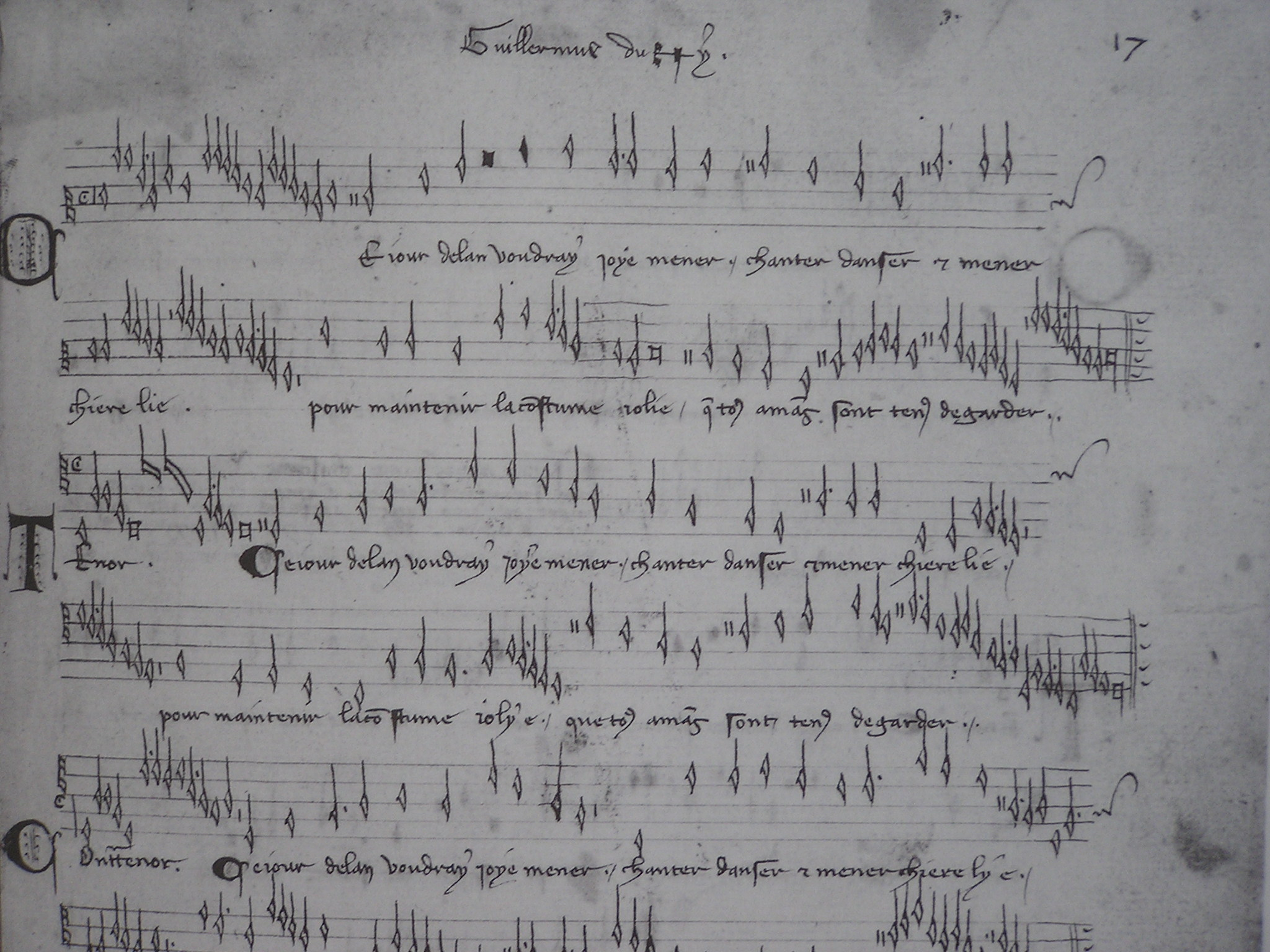

Van 63 werken ontbreekt de naam geheel of gedeeltelijk. Er zijn ook een aantal waarvan de naam zichtbaar veranderd is.